# Thomas F. Schweigert
Thomas F. Schweigert (* 29. September 1917 in Detroit, Michigan; † 9. Juli 2001 in Petoskey, Michigan) war ein US-amerikanischer Politiker. Im Jahr 1970 war er kommissarischer Vizegouverneur des Bundesstaates Michigan.

## Werdegang
Thomas Schweigert studierte bis 1939 an der Michigan State University das Fach Forstwirtschaft. Während des Zweiten Weltkrieges diente er zwischen 1943 und 1946 in der US Army. Danach arbeitete er bis 1948 bei der Bundesforstverwaltung. Dann machte er in Petoskey eine eigene Firma zur Forstberatung auf. Politisch schloss er sich der Republikanischen Partei an. In seiner Heimat bekleidete er einige lokale Ämter. Für drei Legislaturperioden war er Mitglied des Bezirksrates im Emmet County an. Zwischen 1961 und 1971 saß er im Senat von Michigan, wo er dem Bildungsausschuss angehörte. Seit 1967 war er als President Pro Tempore geschäftsführender Präsident dieser Kammer.
Nach dem Rücktritt von Gouverneur George W. Romney, der Minister im Kabinett Nixon wurde, wurde dessen Vizegouverneur William Milliken sein Nachfolger im höchsten Staatsamt. Entsprechend der Staatsverfassung übernahm nun der President Pro Tempore des Staatssenats, Thomas Schweigert, kommissarisch das Amt des Vizegouverneurs. Diesen Posten bekleidete er zwischen dem 20. März und dem 31. Dezember 1970. Dabei war er Stellvertreter des Gouverneurs und offizieller Vorsitzender des Staatssenats.
1971 trat Schweigert in den Dienst der Bundesregierung. Er wurde Mitglied und stellvertretender Vorsitzender der  Upper Great Lakes Regional Commission, die sich um die wirtschaftliche Entwicklung im Gebiet der Staaten Michigan, Minnesota und Wisconsin kümmerte. Danach war er bis 1977 Mitglied der Delaware River Basin Commission. Dabei lebte er in der Bundeshauptstadt Washington, D.C. Im Jahr 1979 kehrte er nach Michigan zurück, wo er Vorsitzender der Alkoholkontrollbehörde (Liquor Control Commission) wurde. 1983 zog er sich in den Ruhestand zurück. Er starb am 9. Juli 2001 in Petoskey.